# Cleyera
Cleyera Thunb., 1783 è un genere di piante appartenente alla famiglia Pentaphylacaceae.

## Tassonomia
Il genere comprende le seguenti specie:
- Cleyera albopunctata (Planch. ex Griseb.) Krug & Urb.
- Cleyera bokorensis Nagam. & Tagane
- Cleyera bolleana (O.C.Schmidt) Kobuski
- Cleyera cernua (Tul.) Kobuski
- Cleyera cuspidata Hung T.Chang & S.H.Shi
- Cleyera ekmanii (O.C.Schmidt) Kobuski
- Cleyera incornuta Y.C.Wu
- Cleyera integrifolia (Benth.) Choisy
- Cleyera japonica Thunb.
- Cleyera lipingensis (Hand.-Mazz.) T.L.Ming
- Cleyera longicarpa (Yamam.) Masam.
- Cleyera neibensis Alain
- Cleyera nimanimae (Tul.) Krug & Urb.
- Cleyera obovata H.T.Chang
- Cleyera obscurinervia (Merr. & Chun) H.T.Chang
- Cleyera orbicularis Alain
- Cleyera pachyphylla Chun ex Hung T.Chang
- Cleyera parvifolia (Kobuski) Hu ex L.K.Ling
- Cleyera serrulata Choisy
- Cleyera ternstroemioides (O.C.Schmidt) Kobuski
- Cleyera theoides (Sw.) Choisy
- Cleyera vaccinioides (O.C.Schmidt) Kobuski
- Cleyera velutina B.M.Barthol.
- Cleyera yangchunensis L.K.Ling